# O Gud, vår konung lyckliggör
O Gud, vår konung lyckliggör är psalm författad av Johan Olof Wallin. Den har två verser med sju strofer i varje. Vid omarbetningen och moderniseringen till  1937 års psalmbok togs denna psalm bort.
Melodin tryckt i Geistliche Lieder av boktryckaren Joseph Klug i Wittenberg 1539.
|  |
|  |

## Publicerad i
- 1819 års psalmbok som nr 304 under rubriken Kristligt sinne och förhållande. Med avseende på särskilda personer, tider och omständigheter. Överhet, undersåtar, fädernesland.